# Mahmoud Darwich
Pour les articles homonymes, voir Darwich.
Mahmoud Darwich (en arabe : محمود درويش), né le 13 mars 1941 à Al-Birwa (Palestine mandataire) et mort le 9 août 2008 à Houston (Texas, États-Unis), est un écrivain palestinien.
Il est l'une des figures de proue de la poésie palestinienne et il a été président de l'Union des écrivains palestiniens.
Il a publié plus de vingt volumes de poésie, sept livres en prose et est rédacteur de plusieurs publications, comme Al-jadid (الجديد - Le nouveau), Al-fajr (الفجر - L'aube), Shu'un filistiniyya (شؤون فلسطينية - Affaires palestiniennes) et Al-Karmel (الكرمل). Il est reconnu internationalement pour sa poésie qui se concentre sur sa nostalgie de la patrie perdue. Ses œuvres lui valent de multiples récompenses et il est publié dans au moins vingt-deux langues.
Il est connu pour son engagement au sein de l'Organisation de libération de la Palestine (OLP). Élu membre du comité exécutif de l'OLP en 1987, il quitte l'organisation en 1993 pour protester contre les accords d'Oslo. Après plus de trente ans de vie en exil, il peut rentrer sous conditions en Palestine, où il s'installe à Ramallah.

## Biographie

### Enfance et premiers poèmes
Mahmoud Darwich naît en 1941 à Al-Birwa, en Galilée, à 9 kilomètres à l'est de Saint-Jean-d'Acre en Palestine sous mandat britannique, faisant partie aujourd'hui du territoire israélien. Il est le deuxième enfant d'une famille musulmane sunnite de propriétaires terriens, avec quatre frères et trois sœurs. Après l'établissement d'Israël en 1948, la famille Darwich s'enfuit au Liban, où elle reste un an, avant de rentrer clandestinement en Israël où elle découvre que leur village a été remplacé par un nouveau village juif. La famille s'installe alors à Deir al-Asad.
Darwich commence ses études primaires à Deir Al-Asad, tout en vivant sous la menace constante d'être découvert et exilé par la police israélienne. Il termine ses études secondaires à Kafar Yassif, à deux kilomètres au nord de Jdeideh. Puis il part pour Haïfa.
Son premier recueil de poésie est publié quand il a dix-neuf ans (Asafir bila ajniha, Oiseaux sans ailes, 1960).

### L'exil et le retour

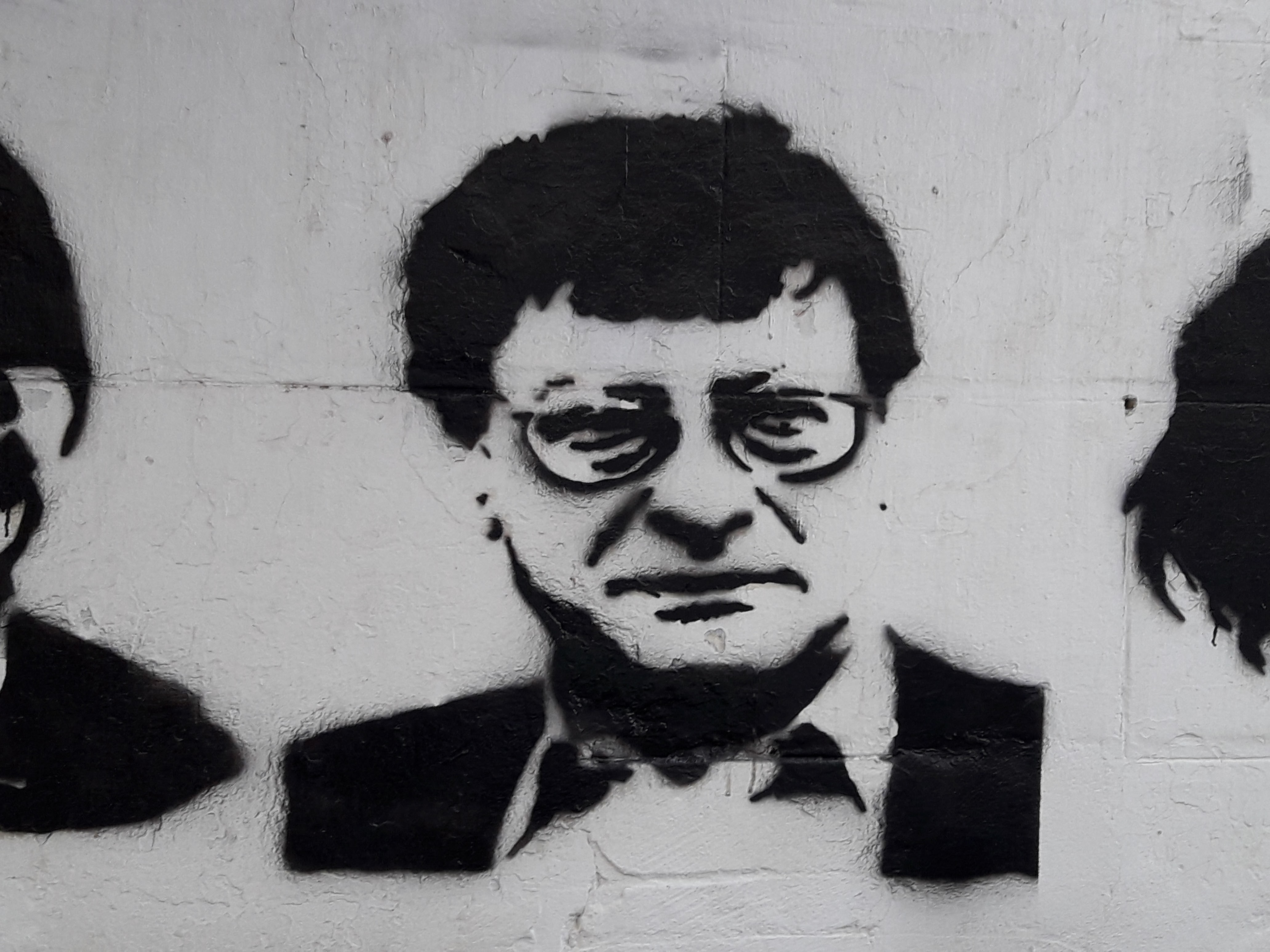
Portrait au pochoir de Mahmoud Darwish à Tunis.

À la fin de ses études, Mahmoud Darwich commence à publier des poèmes et des articles dans des journaux et magazines comme Al-Ittihad et Al-Jadid, pour lequel il deviendra plus tard rédacteur. En 1961, il rejoint secrètement le Parti communiste d'Israël, le Maki, et commence à travailler comme rédacteur adjoint de Al-fajr.
Entre 1961 et 1967, il est plusieurs fois arrêté et emprisonné pour ses écrits et activités politiques. En 1964, il est reconnu internationalement comme une voix de la résistance palestinienne grâce à son recueil Rameaux d'olivier (Awraq Al-zaytun). Le poème Identité (Inscris : Je suis arabe, en langue arabe Bitaqat huwiyya: Sajel ana arabi), le plus célèbre du recueil, dépasse rapidement les frontières palestiniennes pour devenir un hymne chanté dans tout le monde arabe.
En 1970, il est assigné à résidence à Haïfa à la suite de la publication d'articles politiques jugés trop virulents par la justice en Israël. Il demande alors un visa d'étudiant pour quitter le pays. Il se rend à Moscou où il étudie l'économie politique. Il disparaît en 1971. On le retrouve quelque temps plus tard au Caire, où il travaille pour le quotidien Al-Ahram. Puis il part s'installer à Beyrouth, en 1973, où il dirige le mensuel Shu'un Filistiniyyah (Les Affaires palestiniennes) et travaille comme rédacteur en chef au Centre de recherche palestinien de l'OLP et rejoint l'organisation. En 1981, il crée le journal littéraire Al-Karmel et en devient rédacteur en chef.
Pendant l'été 1982, Beyrouth est l'objet de bombardements du 13 juin au 12 août, l'armée israélienne cherchant à faire fuir l'OLP de la ville. Darwich relate la résistance palestinienne au siège israélien dans Qasidat Bayrut (1982) et Madih al-xill al'ali (1983).
Il repart en exil, au Caire, à Tunis puis à Paris. En 1987, il est élu au comité exécutif de l'OLP.
Un an plus tard, en 1988, un de ses poèmes, En traversant les mots passants, est discuté à la Knesset ; il est accusé de souhaiter voir partir les Juifs d'Israël. Darwich s'en défend en expliquant qu'il veut dire qu'ils doivent partir de la bande de Gaza et de Cisjordanie :

« Alors quittez notre Terre

Nos rivages, notre mer

Notre blé, notre sel, notre blessure. »

Président de l'Union des écrivains palestiniens, Darwich est le fondateur, directeur et rédacteur en chef de l'une des principales revues littéraires arabes, Al-Karmel, qui cesse de paraître en 1993. La même année, après les accords d'Oslo, il quitte l'OLP, protestant contre l'attitude conciliante de l'Organisation dans les négociations et « préférant une paix mais une paix juste ».
Il vit à Paris avant de retourner en Palestine en 1995, après avoir reçu un visa pour rendre visite à sa mère. Il peut ainsi assister aux funérailles de son ami l'écrivain Émile Habibi et visiter la ville où il a vécu, mais pour quelques jours seulement. Ayant reçu une autorisation de séjour des autorités israéliennes, il s'installe à Ramallah, en Cisjordanie, ville où Yasser Arafat a ses quartiers.
En mars 2000, Yossi Sarid, ministre israélien de l'Éducation, propose que certains de ses poèmes soient inclus dans les programmes scolaires israéliens. Mais le premier ministre Ehud Barak refuse, considérant qu'« Israël n'est pas prêt. »

### Mort et hommages
Mahmoud Darwish meurt le 9 août 2008 aux États-Unis dans un hôpital de Houston, où il venait de subir une intervention chirurgicale et se trouvait dans un état critique à la suite de complications liées à l'opération. Il avait déjà subi deux opérations du cœur en 1984 et 1998.
Après avoir reçu les honneurs à Amman en Jordanie où sa dépouille est arrivée des États-Unis, il a des obsèques nationales à Ramallah en présence de nombreux dignitaires palestiniens, dont le président de l'autorité palestinienne Mahmoud Abbas.
Il est enterré dans un lopin de terre près du palais de la Culture de Ramallah.

## Œuvre

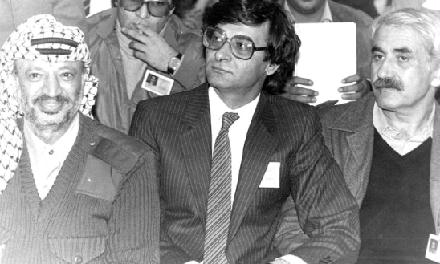
Yasser Arafat, Mahmoud Darwich et Georges Habache en Syrie vers 1980.

L'œuvre de Darwich, essentiellement poétique, est une véritable défense et illustration d'une terre, d'un peuple, d'une culture en même temps qu'une entreprise hardie de genèse littéraire. Elle est hantée d'un bout à l'autre par une seule idée, une seule référence, un seul corps : la Palestine. La solitude et le désarroi de l'exil exprimés côtoient l'acceptation noble et courageuse où le désespoir profond devient générateur de création, porteur d'une charge poétique intense. L'œuvre de Darwich fut décrite par Yánnis Rítsos comme « lyrique épique ».
En 2016, l'anthologie La Terre nous est étroite entre aux programmes des sessions 2017 et 2018 de l'agrégation de lettres modernes, sous la question de littérature comparée « Formes de l'action poétique », aux côtés de René Char et Federico García Lorca.
L'œuvre en prose de Darwich comprend un récit, Une mémoire pour l'oubli, qui restitue un jour de la vie d'un homme, le poète lui-même, pendant le siège de Beyrouth en 1982 par les troupes israéliennes.

### Publications
- Rien qu’une autre année - Anthologie poétique (1966-1982), traduit par Abdellatif Laâbi, Paris, Les Éditions de minuit, 1983  (ISBN 9782707306654)
- Palestine, mon pays : l'affaire du poème, avec la participation de Simone Bitton, Ouri Avnéri et Matitiahu Peled, Éditions de minuit, 1988  (ISBN 9782707311887)
- Plus rares sont les roses, traduit par Abdellatif Laâbi, Éditions de minuit, 1989  (ISBN 9782707312839)
- Chronique de la tristesse ordinaire, suivi de Poèmes palestiniens, traduit par Olivier Carré, éditions du Cerf, 1989  (ISBN 9782204031820)
- Une mémoire pour l'oubli, traduit par Yves Gonzalez-Quijano et Farouk Mardam-Bey, Actes Sud, 1994  (ISBN 978-2-7427-0164-3)
- Pourquoi as-tu laissé le cheval à sa solitude ?, Arles, Actes Sud, 1996
- La Palestine comme métaphore, traduit par Elias Sanbar, coll. « Sindbad », Actes Sud, 1997  (ISBN 978-2-7427-1162-8)
- Au dernier soir sur cette terre, traduit par Elias Sanbar, coll. « Sindbad », Actes Sud, 1999  (ISBN 978-2-7427-2209-9)
- Le Lit de l'étrangère (Sareer El Ghariba, 1998), traduit par Elias Sanbar, Actes Sud, 2000  (ISBN 2-7427-2907-0)
- La terre nous est étroite et autres poèmes, traduit par Elias Sanbar, coll. « Poésie », NRF, Gallimard, 2000
- Murale (Jidariyya, 2000), traduit par Elias Sanbar, Actes Sud, 2003  (ISBN 978-2-7427-4239-4)
- État de siège, illustrations d'Olivier Thébaud, traduit par Elias Sanbar, Actes Sud, 2004  (ISBN 978-2-7427-4804-4)
- Ne t'excuse pas, traduit par Elias Sanbar, coll. « Sindbad », Actes Sud, 2006  (ISBN 978-2-7427-5908-8)
- Entretiens sur la poésie, avec Abdo Wazen et Abbas Beydoun, traduit par Farouk Mardam-Bey, Actes Sud, 2006  (ISBN 978-2-7427-6393-1)
- Comme des fleurs d'amandier ou plus loin (poèmes), traduit par Elias Sanbar, Actes Sud, 2007  (ISBN 978-2-7427-7017-5)
- Anthologie poétique, traduit par Elias Sanbar, coll. « Babel », Actes Sud, 2009  (ISBN 978-2-7427-8117-1)
- La Trace du papillon. Journal poétique (été 2006 - été 2007), traduit par Elias Sanbar, Actes Sud, 2009  (ISBN 978-2-7427-8264-2)
- Je ne veux pas de fin à ce poème… (لا أريد لهذه القصيدة ان تنتهي ), Riyad El-Rayyes, 2009 (رياض الريس)
- Le Lanceur de dés et autres poèmes, photos d'Ernest Pignon-Ernest, traduit par Elias Sanbar, Actes Sud, 2010  (ISBN 978-2-7427-9030-2)
- Une nation en exil : hymnes gravés suivi de La Qasida de Beyrouth, avec Rachid Koraichi, Arles, Actes Sud, 2010
- Nous choisirons Sophocle et autres poèmes, Arles, Actes Sud, 2011
- L’Exil recommencé, traduit par Elias Sanbar, Arles, Actes Sud, 2013  (ISBN 978-2-330-00591-7)

## Interprétations musicales
Beaucoup des poèmes de Mahmoud Darwich ont été interprétés par des chanteurs tels que Marcel Khalifé, Majida El Roumi, Egin ou Ahmed Qa'abour.
En 1984, Marcel Khalifé compose et dirige Ahmad al Arabi, un opéra poétique écrit par Mahmoud Darwich. Les chanteurs sont Marcel Khalifé et Omaima El Khalil, les chœurs sont assurés par l'ensemble al-Mayadine.[réf. nécessaire]
Le Trio Joubran accompagne à plusieurs reprises au son du oud des textes de Mahmoud Darwish, dont le tout dernier à Arles en juillet 2008[réf. nécessaire].
- 1984 : Hâdî Guillah (chant, oud), Périples, Paris, Le Chant du monde[7] Contient Carte d'identité de Mahmoud Darwich.
- 2002-2006 : La chanteuse comédienne Dominique Devals et la Mini Compagnie Laccarrière mettent en musique Onze astres sur l'épilogue andalou (suite de onze poèmes évoquant le départ des Arabes de l'Andalousie[8]).

La musique est signée par Philippe Laccarrière, contrebassiste de jazz ; l'œuvre est enregistrée en 2006 sur CD.
Les mêmes mettent en musique, cette fois pour un big band de jazz, Le Dernier Discours de l'homme rouge, poème en hommage aux Indiens d'Amérique, interprété pour la première fois en présence de Mahmoud Darwich en novembre 2006 à l'Unesco.
- 2007 : Le Trio Joubran, Récital Mahmoud Darwich, avec les voix de Mahmoud Darwich et Didier Sandre, Paris, Odéon-Théâtre de l'Europe, le 7 octobre ;  2 disques compacts (enregistrement public, réalisé et diffusé par France Culture), Arles, Actes Sud, 2010  (EAN 3298490341339)[9]
- 2010 : Thierry Machuel, Opus 61 : Amal waqti pour baryton et cornet à bouquin sur des textes en arabe de Mahmoud Darwich, Création Marcel Pérès et Jean Tubéry, 27 septembre 2010, Clairvaux, festival Ombres et lumières.
- 2012 : La compagnie Brozzoni, reprend les écrits de Darwich pour en faire un spectacle théâtre et musical, Quand m'embrasseras-tu ?.
- 2014 : Dernière Bande[10], le label de Rodolphe Burger, publie un disque intitulé Le Cantique des cantiques & Hommage à Mahmoud Darwich[11] comportant deux morceaux, dont le second, S'envolent les colombes, est construit autour du poème éponyme du poète, dans une traduction d'Elias Sanbar.

## Réception
L'œuvre poétique de Mahmoud Darwich, a fait l'objet d'études et d'analyses approfondies dans plusieurs universités à travers le monde et  a également suscité un intérêt particulier dans le domaine de la traduction, donnant lieu à de multiples études et adaptations dans différentes langues.
Parmi les travaux universitaires les plus remarquables consacrés à l'intégralité de l'œuvre de Darwich est la thèse intitulée "Mahmoud Darwich, victime en quête d'identité", rédigée par Marwan Harb, chercheur d'origine libanaise. Cette thèse, réalisée à l'Institut National des Langues et Civilisations Orientales (INALCO) en France, explore en profondeur les thématiques de l'exil, de l'identité et de la mémoire qui traversent l'œuvre du poète palestinien. Elle est considérée comme l'une des contributions académiques les plus significatives sur Darwich, mettant en lumière la complexité et la richesse de son héritage littéraire.

## Réactions
En 1996, 1999 et 2003, le musicien Marcel Khalifé est traîné en justice pour « blasphème » et « insulte aux valeurs religieuses », à cause d'une chanson écrite par Darwish et intitulée Je suis Youssef, oh Père, qui cite un verset du Coran. Dans ce poème, Darwich partage la peine de Joseph, rejeté voire haï par ses frères pour être l'élu de Dieu. « Oh mon père, Je suis Joseph, et mes frères ne m'aiment pas et ne me veulent pas parmi eux. »

## Distinctions

### Décorations
- Commandeur de l'ordre du Mérite national (Algérie)
- Commandeur de l'ordre des Arts et des Lettres (France)[15]
- Grand-cordon de l'ordre du Mérite civil (Syrie)
- Grand-cordon de l'ordre national du Mérite (Tunisie)

### Prix et récompenses
- Prix Lotus 1969 de l'Union des écrivains afro-asiatiques
- Prix Lénine pour la paix 1983 (Union soviétique)
- Prix de la liberté culturelle de la Fondation Lannan 2002
- Prix de la paix Erich-Maria-Remarque 2003
- Prix Sultan Bin Ali Al Owais (en) 2004
- Prix Prince-Claus 2004
- Médaille d'or des Soirées poétiques de Struga 2007
- Grand prix du Forum international de la poésie arabe 2007
- Grand prix de la poésie arabe 2008 (Maroc)

### Hommages

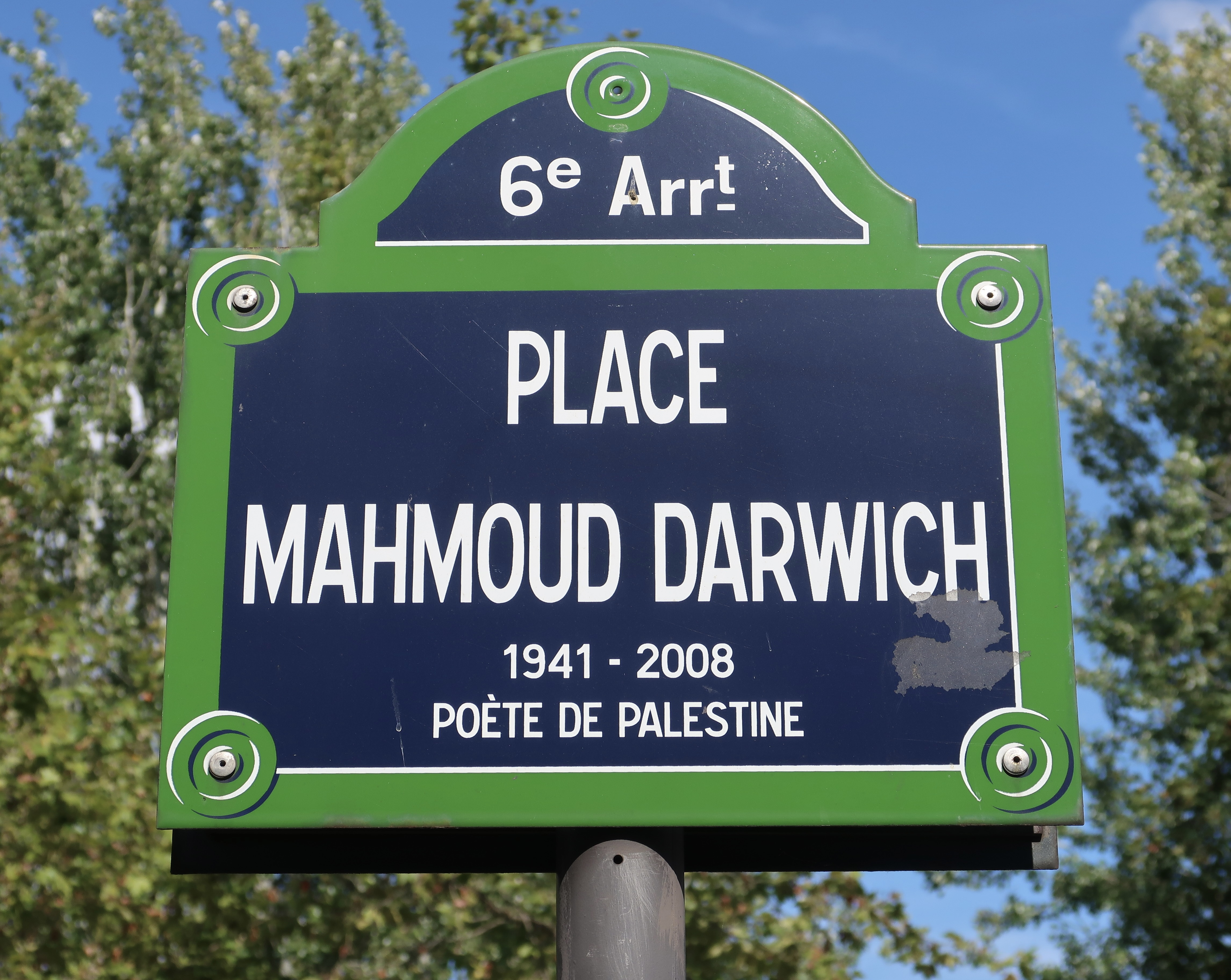
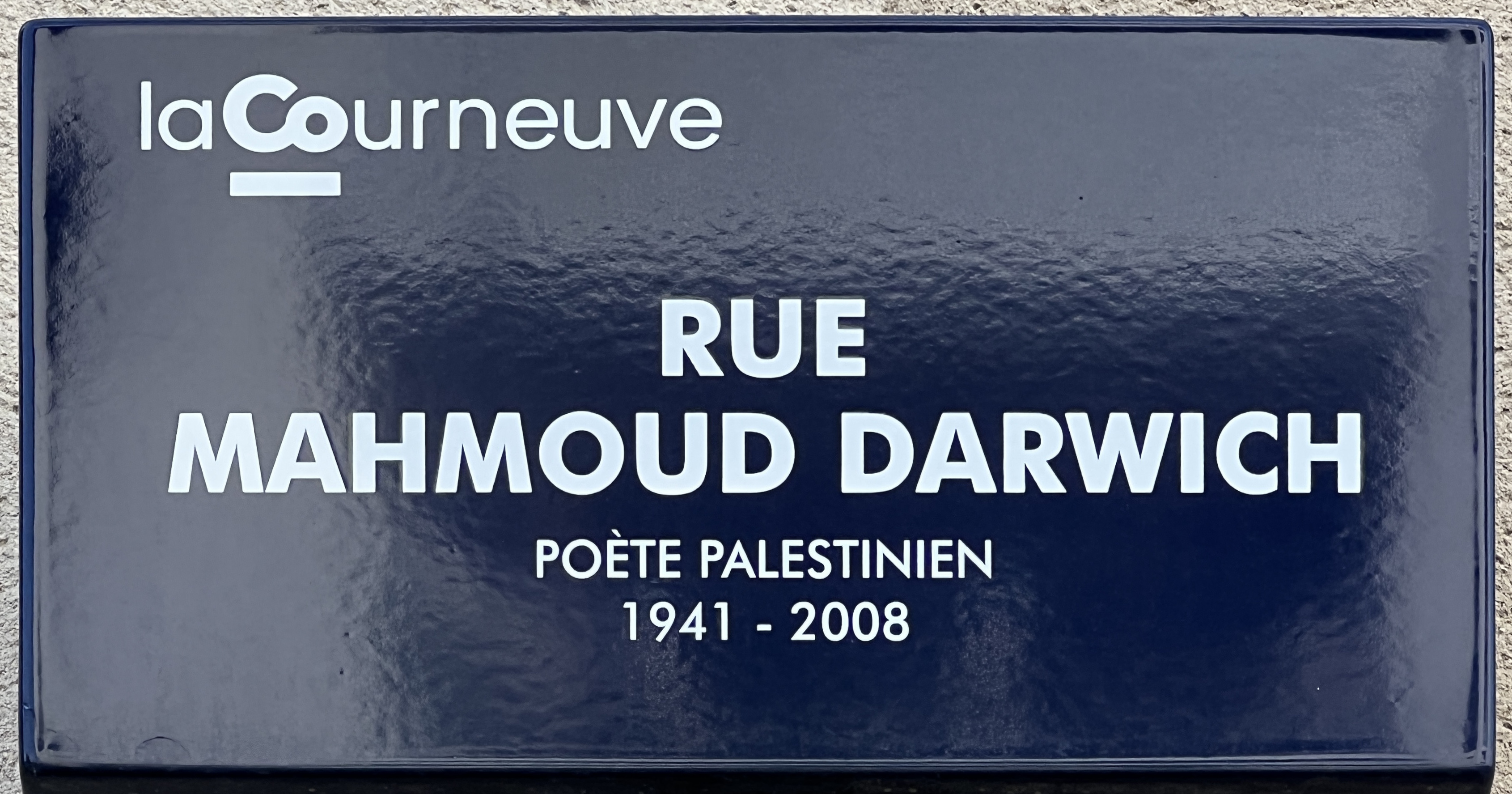

- Place Mahmoud-Darwich (6e arrondissement de Paris)
- Rue Mahmoud Darwich à La Courneuve
- Rue Mahmoud Darwich à Tunis

#### Études
- François Xavier,
  - Mahmoud Darwich et la nouvelle Andalousie, iDLivre, coll. « Esquilles », 2001 ; rééd. 2002 Premier essai biographique en langue française sur la vie et l'œuvre du poète.
  - Mahmoud Darwich dans l’exil de sa langue, Autres Temps, 2004 Version actualisée du précédent, et augmentée d'un dernier chapitre.
- Reuven Snir, universitaire israélien d'origine irakienne, a consacré un ouvrage et plusieurs articles en arabe, en hébreu, et en anglais à l'œuvre de Mahmoud Darwich.
  - « Sur cette terre, ce qui vaut la peine d'être vécu : sur les bouleversements de l'âme palestinienne de Mahmoud Darwich à Imil Habibi » [en arabe et en hébreu], al-Minbar, The Van Leer Jerusalem Institute, 2015 (consultable en ligne)
  - Mahmoud Darwich, 50 ans de poésie [en hébreu], Tel Aviv, Keshev, 2015
  - « ‘Will Homer Be Born After Us?’: Intertextuality and Myth in Maḥmūd Darwīsh’s Poetry in the 1980s », [en anglais] [« "Homère naîtra-t-il après nous ?" Intertextualité et mythe dans la poésie de Mahmoud Darwih des années 1980 »], al-Karmil ― Studies in Arabic Language and Literature 25-26, 2004-2005, pp. 17-85
- Poétique et politique : la poésie de Mahmoud Darwich, sous la direction de Sobhi Boustani et Marie-Hélène Avril-Hilal, Pessac, Presses universitaires de Bordeaux, coll. « Monde arabe et monde musulman », 2010  (ISBN 978-2-86781-642-0) Textes issus du colloque organisé le 3 avril 2009 par le Centre d'études et de recherches sur le monde arabe et monde musulman, CERMAM, à l'université Bordeaux-Montaigne (présentation, consulté le 27 mars 2018).

#### Autres
- Je soussigné, Mahmoud Darwich, entretien avec Ivana Marchalian, traduit de l'arabe par Hana Jaber, Actes Sud, Arles, 2015  (ISBN 978-2-330-05648-3)

### Documentaires
- Mahmoud Darwich, et la terre, comme la langue…, réalisé en 1997 pour la télévision française par Simone Bitton et Elias Sanbar.
- Écrivains des frontières, réalisé en 2004 par Samir Abdallah et José Reynes.

Le film accompagne Mahmoud Darwich qui, assiégé à Ramallah en 2002, accueille une délégation du Parlement international des écrivains : l'Américain Russell Banks, le Sud-Africain Breyten Breytenbach, l'Italien Vincenzo Consolo, le poète chinois exilé Bei Dao, l'Espagnol Juan Goytisolo, le Français Christian Salmon, le Portugais José Saramago (prix Nobel de littérature en 1998) et le Nigérian Wole Soyinka (prix Nobel de littérature en 1986).
Accompagnés dans leur périple par Leïla Shahid et Elias Sanbar, les écrivains venus participer à un événement culturel sont les témoins directs de l'occupation militaire israélienne.

### Radio
- « Se souvenir de Mahmoud Darwich par Elias Sanbar », France Culture, Poésie et ainsi de suite, le 15 juin 2024